# Uloborus trilineatus
Uloborus trilineatus là một loài nhện trong họ Uloboridae.
Loài này thuộc chi Uloborus. Uloborus trilineatus được Eugen von Keyserling miêu tả năm 1883.